# Maheshpur (Bara)
Maheshpur (nep. महेशपुर) – gaun wikas samiti w środkowej części Nepalu w strefie Narajani w dystrykcie Bara. Według nepalskiego spisu powszechnego z 2001 roku liczył on 1043 gospodarstw domowych i 7120 mieszkańców (3463 kobiet i 3657 mężczyzn).